# Крилевый жир
Кри́левый жир (или масло криля) производится из антарктического криля Euphausia superba. Содержит два основных компонента: (1) омега-3 полиненасыщенные жирные кислоты (омега-3-ПНЖК), идентичные жирным кислотам в рыбьем жире, (2) фосфатидилхолины – фосфолипиды, этерифицированные холином по фосфатной группе, которые также являются источниками омега-3-ПНЖК и носят название лецитина морского происхождения. В качестве минорного компонента содержит каротиноид астаксантин в количестве  0.1–1.5 мг/мл, ответственный за красный цвет криолевого жира.

## Применение в качестве пищевой добавки,
Клинические исследования по использованию крилевого жира в качестве пищевой добавки, показали его способность значительно снижать болевые ощущения, связанные с  дисменореей, а также снижать эмоциональную составляющую предменструального синдрома. Известны примеры использования крилевого жира в терапии гиперлипедемии.
К настоящему времени не установлено, что фосфатидилхолины,  входящие в состав крилевого жира, имеют бо́льшую биодоступность для организма в качестве источника омега-3-ПНЖК по сравнению с триглицеридами из рыбьего жира или синтетическими эфирами омега-3-ПНЖК.
Дополнительные исследования показывают, что в антарктических криле, как и в антарктической рыбе, выявляются токсические вещества, антропогенного происхождения, что накладывает определенные ограничения на использование этой добавки.